# شهرستان وندربورگ (ایندیانا)
شهرستان وندربورگ، ایندیانا (به انگلیسی: Vanderburgh County, Indiana) شهرستانی در ایالات متحده آمریکا است که در ایندیانا واقع شده‌است.